# Casa de Mirza-Riza-Khan
La casa de Mirza-Riza-Khan es un monumento arquitectónico de finales del siglo XIX , uno de los símbolos de la ciudad de Borjomi ubicada en la región de Samtsje-Yavajeti en Georgia. Ubicado cerca del parque central de Borjomi.

## Historia

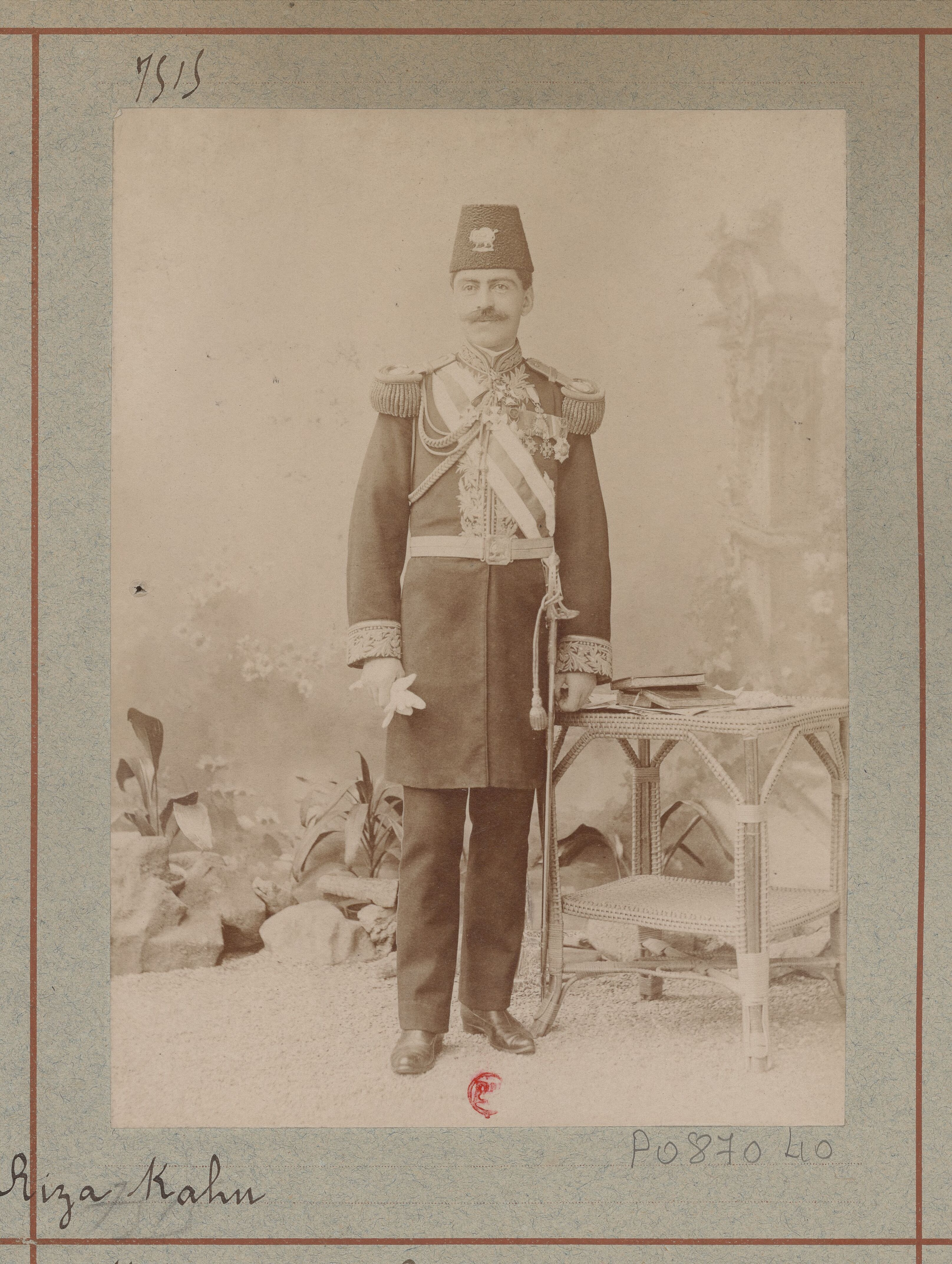
Mirza-Reza-Khan promotor de la casa.

La casa, llamada Firuz (turquesa), fue construida en 1892 por el cónsul iraní en el Cáucaso, el general Mirza-Reza-Khan como residencia de verano. El nombre de la casa, el año de construcción y el nombre del propietario están grabados en inscripciones decorativas que adornan el edificio. Después de la muerte del propietario, el edificio sirvió como hotel, parte del sanatorio Firuz y museo.
El destino del maestro azerbaiyano Yuzuf, quien trabajó durante la construcción de la dacha Mirza-Riza-Khan, es trágico. El hijo del famoso maestro Hassan, Yuzuf, fue llevado de manera fraudulenta a Tiflis durante la construcción, donde fue asesinado en la casa de su padre junto con su madre Ulduz Khanum, un derviche blanco que, sin éxito, quería descubrir algún secreto de Yusuf. Esta historia se cuenta en una tercera novela del Detective del Cáucaso, serie del siglo XIX titulada Blanco, Rojo, Negro, de un escritor belga Tegyul Marie, cuyo abuelo llegó a Tiflis a fines del siglo XIX , donde se casó y se quedó para vivir.

## Arquitectura
El edificio es de forma rectangular con extensiones. Construido en piedra. Parte de la cubierta del techo y el balcón central son de madera. El color principal del edificio es el azul. El techo del balcón central está decorado con piedras multicolores de color turquesa, de donde proviene el nombre de la propia casa, Firuz.

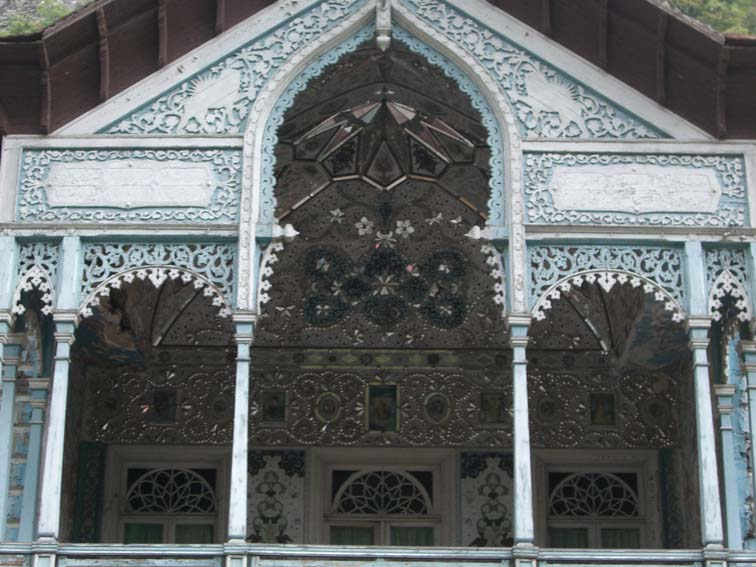
Detalle de un balcón en madera azul y la decoración de su interior.
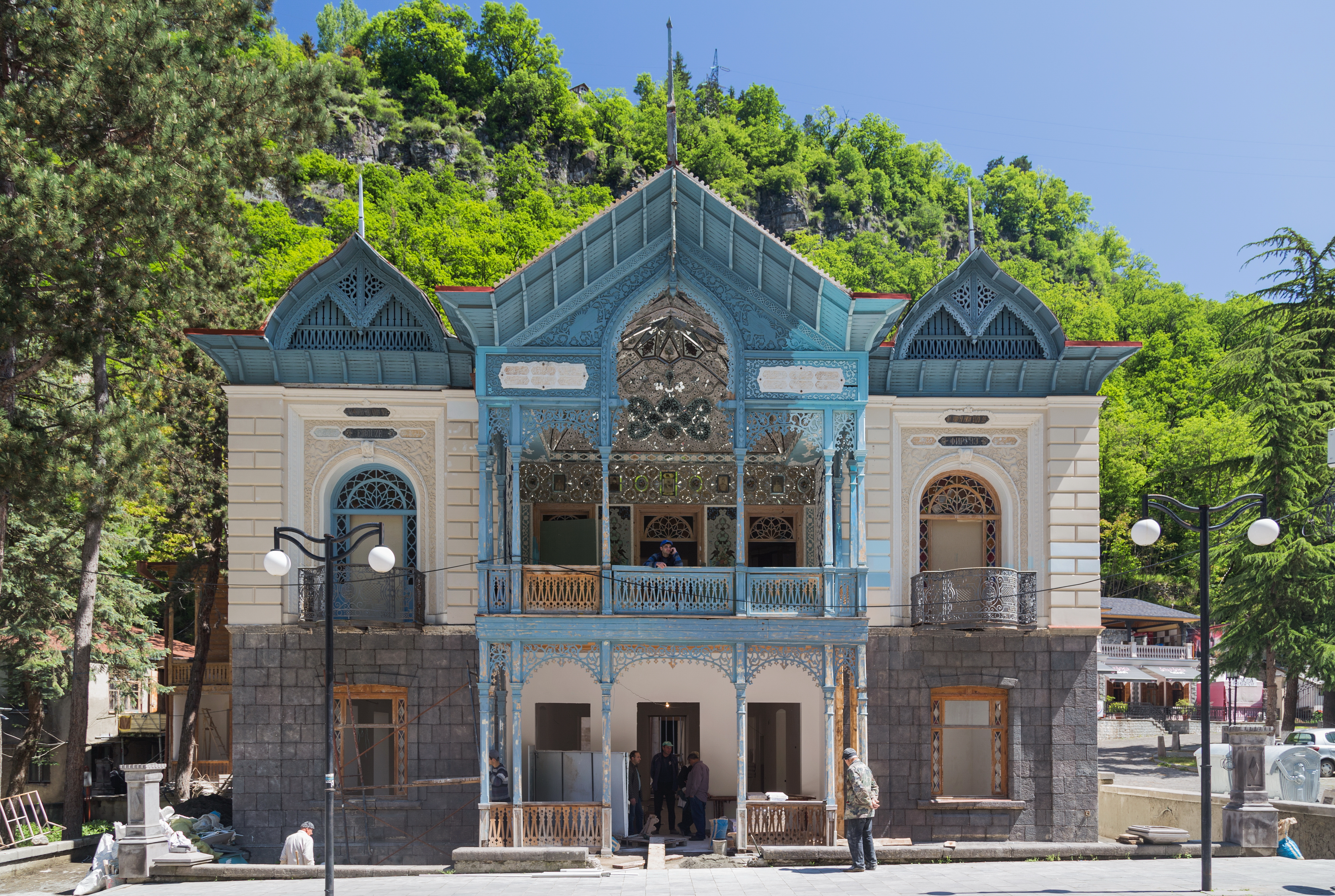
Vista general exterior de la parte de la fachada principal-
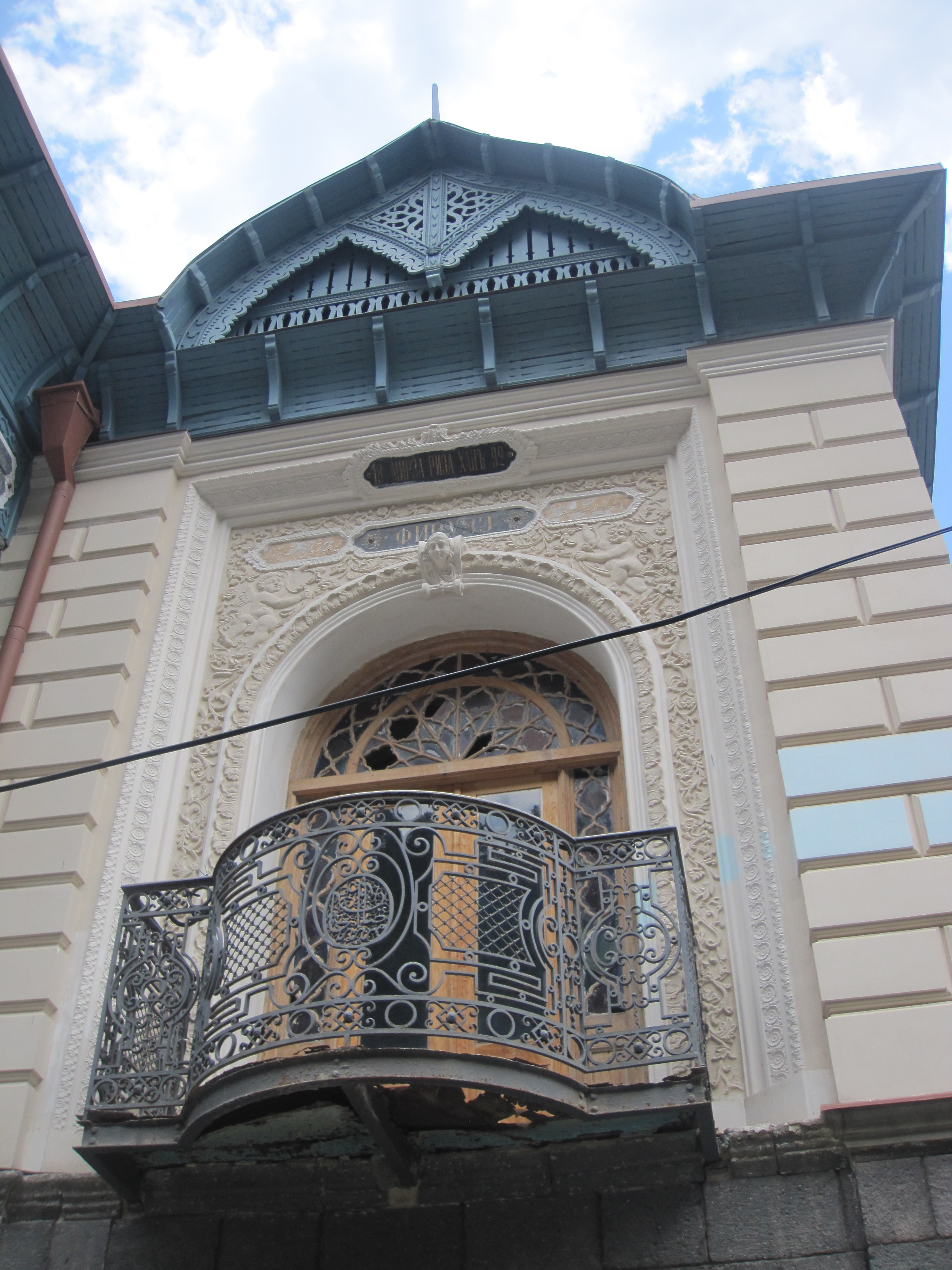
Balcón lateral.